# Sörgårdstjärnen, Lappland
Sörgårdstjärnen är en sjö i Arvidsjaurs kommun i Lappland och ingår i Byskeälvens huvudavrinningsområde.